# ウォルター・A・シューハート
ウォルター・アンドルー・シューハート（英: Walter Andrew Shewhart、1891年3月18日 - 1967年3月11日）は、アメリカ合衆国の物理学者、技術者、統計学者。「統計的品質管理の父」とも呼ばれる。
エドワーズ・デミングは、彼を次のように評した。
彼は統計学者として、優れた物理学的・数学的素養を基に、我々の多くと同様に我流で研究を行っていた。

## 出生と教育
イリノイ州ニューカントンで生まれ、イリノイ大学で学んだ後、1917年にカリフォルニア大学バークレー校で物理学の博士号を得た。

## 工業品質に関する業績
Bell Telephone（AT&Tの前身）の技術者は通信システムの信頼性向上に努めてきた。増幅器などの機器は地下に埋設しなければならなかったため、故障頻度を少なくし、修理回数を減らす必要があったのである。シューハートが 1918年にウェスタン・エレクトリック（AT&Tの製造部門）の検査技術部門に配属されたとき、工業品質は完成製品を検査して問題のあるものを除くことで保たれていた。これが完全に変わったのは1924年5月16日のことであった。シューハートの上司であった George D Edwards は「シューハート博士はほんの1ページのメモを書いた。その3分の1は、我々が今日概略の管理図と呼ぶような単純な図だった。その図と前後の文章には、今日の我々がプロセス品質管理として知っている基本原則と考慮すべきことが全て記述されていた」と回想している。彼は、製造工程における変化を削減することの重要性を指摘し、変化を増大させ品質を悪化させる状況を継続的な調整によって制御することを提案した。
シューハートは、問題を「特殊原因」と「共通原因（偶然原因）」から構成されるものとし、それらを区別するためのツールとして管理図を導入した。製造工程を共通原因だけが存在する統計的管理状態にし、その制御を維持することが、未来の出力を予測して経済的に製造工程を管理するのに必須であると強調した。慎重に設計された実験に基づき、管理図の基本と統計的管理状態の概念を生み出した。純粋に数理統計的な理論から出発し、実際には製造工程が決して正規分布曲線（釣鐘形の曲線）を描かないことを発見した。つまり、製造工程の実際のデータから、それが自然における確率的データ（たとえば粒子のブラウン運動）とは振る舞いが異なることを見出したのである。シューハートは、あらゆる工程で分散があるが、一部は制御された自然な分散であり、他は分散の原因が常に存在するとは限らないために制御されていない分散を示すのだと断定した。
1925年に設立されたベル研究所で、引退する1956年まで研究を進め、一連の論文を Bell System Technical Journal に発表していった。
その業績は著書 Economic Control of Quality of Manufactured Product（1931年）にまとめられた。
管理図は1933年に米国材料試験協会（ASTM）で採用され、第二次世界大戦におけるアメリカの標準規格 Z1.1-1941、Z1.2-1941、Z1.3-1942 の策定に貢献した。

## その後の業績
1930年代後半以降、その興味は製造工程の品質に留まらず、科学および推計統計学全般に及ぶようになっていった。二冊目の著書 Statistical Method from the Viewpoint of Quality Control（1939年）では、製造工程における品質管理の経験を科学や統計学にどう生かせるかという大胆な質問に答えている。
シューハートの統計学の手法は、同時代の他の研究者とは大きく異なっていた。プラグマティズム哲学者 C・I・ルイス の著作に影響されて操作主義的姿勢を鮮明に表し、それが彼の統計処理に影響していた。特にルイスの Mind and the World Order を何度も読んだという。1932年、同じ操作主義者であるカール・ピアソンの後援の下でイングランドで講演を行ったことがあるが、イギリスの統計学の伝統の中では彼の講義は聴衆をほとんど引き付けなかった。英国規格は名目上はシューハートの業績に基づいているが、思想的にも方法論的にも彼の考え方とは大きく異なっている。
以前の業績に基づき、彼は許容区間の考え方を定式化し、次のようなデータ提示規則を提案した。
1. データは、その文脈から切り離すと無意味である。
2. データには、信号とノイズが含まれている。情報を得るには、データ内の信号とノイズの分離が必須である。

1947年から1948年にかけて、インド統計大学のプラサンタ・チャンドラ・マハラノビスの後援の下でインドを訪問した。シューハートは国中を巡り、会議に参加し、インド工業界での統計的品質管理の状況に刺激された。
1967年、ニュージャージー州 Troy Hills で死去。

## 影響
1938年、その業績は物理学者エドワーズ・デミングと Raymond T. Birge に注目されることとなった。彼らは科学における測定誤差を研究しており、1934年には重要な論文 Reviews of Modern Physics を発表していた。シューハートの著作に触れた後で、彼らはシューハートの用語などを取り入れ、論文を完全に書き直して学会誌に発表した。
この出会いから、シューハートとデミングは長年に渡る共同研究を始め、第二次世界大戦中は生産性に関して研究し、デミングが1950年代に日本でシューハートの手法を広めることに繋がっていった。デミングはシューハートの考え方に基づいて科学的推論に関して研究を展開し、PDCAサイクルも生み出した。

## 評価と栄誉
アメリカ統計学会でのシューハートの死亡記事はデミングが書いたもので、次のような一節がある。
人として、彼は優しく、上品で、決して怒らず、常に威厳を保っていた。彼は多くの人が彼の数理統計学を誤解していることに失望と不満を抱いていた。
彼は約20年間 Wiley Series in Mathematical Statistics の編集者を務め、彼の考え方を広め言論の自由を守るために働いた。
彼の受けた栄誉は、以下の通りである。
- 創設メンバー、フェロー、会長 - 数理統計学会
- 創設メンバー、最初の名誉会員 - アメリカ品質学会（本人の名を冠したシューハート・メダルを最初に受賞）
- フェローおよび会長 - アメリカ統計学会
- フェロー - 国際統計協会 (ISI)
- 名誉フェロー - 王立統計学会
- Holley Medal - アメリカ機械工学会
- 名誉科学博士号 - インド統計大学（コルカタ）

## 著書
- Shewhart, Walter A[ndrew]. (1917). A study of the accelerated motion of small drops through a viscous medium. Lancaster, PA: Press of the New Era Printing Company. pp. 433. OCLC 26000657
- Shewhart, Walter A[ndrew]. (1931). Economic control of quality of manufactured product. New York: D. Van Nostrand Company. pp. 501. ISBN 0-87389-076-0. OCLC 1045408〔邦訳: 白崎文雄 訳、『工業製品の経済的品質管理』日本規格協会 1952　絶版、NCID BN0309331X、全国書誌番号:57000413〕
- Shewhart, Walter A[ndrew]. (1939). Statistical method from the viewpoint of quality control. (W. Edwards Deming). Washington, The Graduate School, the Department of Agriculture. pp. 155. ISBN 0-486-65232-7. OCLC 1249225〔邦訳: 坂元平八 監訳、『品質管理の基礎概念―品質管理の観点からみた統計的方法』 岩波書店 1960、NCID BN03088058、全国書誌番号:60005062〕